# Soyouz 11
Soyouz 11 est en juin 1971 la seconde mission spatiale à s'amarrer à la toute première station spatiale, Saliout 1, mais son équipage est le premier à l'occuper, deux mois après l'échec de Soyouz 10. 
Cependant, après y avoir séjourné pendant 24 jours (record de durée d'un vol spatial), les trois cosmonautes connaissent une fin tragique au moment de regagner la Terre : leur capsule se dépressurise, ce qui provoque leur décès.

## Équipage
Les nombres entre parenthèses indiquent le nombre de vols spatiaux effectués par chaque individu jusqu'à cette mission incluse.
| Équipage principal                                                | Équipage doublure                                               |
| ----------------------------------------------------------------- | --------------------------------------------------------------- |
| Gueorgui Dobrovolski (1) Vladislav Volkov (2) Viktor Patsaïev (1) | Alekseï Goubarev (0) Vitali Sevastianov (1) Anatoli Voronov (0) |

À l'origine, Alexei Leonov, Valeri Koubassov et Piotr Kolodine (en) (qui, en avril, avaient été les doublures de l'équipage de Soyouz 10) constituaient l'équipage principal de Soyouz 11 et leurs doublures étaient Dobrovolski, Volkov et Patsaïev. 
Mais quatre jours avant le lancement, une radio a révélé une petite tache sur un poumon de Koubassov, que les médecins ont analysé comme un symptôme possible de la  tuberculose.
Comme cela s'était déjà produit avec le vol Soyouz 8, il a été décidé alors que l'ensemble de l'équipage principal céderait la place à l'équipage doublure.
Kolodine, qui avait déjà été doublure sur Soyouz 7, a vivement protesté contre cette mesure, ce qui lui vaudra d'être congédié du corps des cosmonautes. Quant à Leonov et Koubassov, qui avaient été désignés pour occuper la station Saliout 2, deux ans plus tard, ils resteront à nouveau cloués au sol, à la suite de défaillances de la station, une fois celle-ci mise en orbite. Mais en 1975, ils seront affectés sur Soyouz 19, vol au cours duquel ils deviendront les premiers Soviétiques à collaborer dans l'espace avec des Américains : ce sera la mission Apollo-Soyouz.

## Paramètres de la mission
- Périgée : 163 km
- Apogée : 237 km
- Période : 88.4 minutes

## Déroulement de la mission

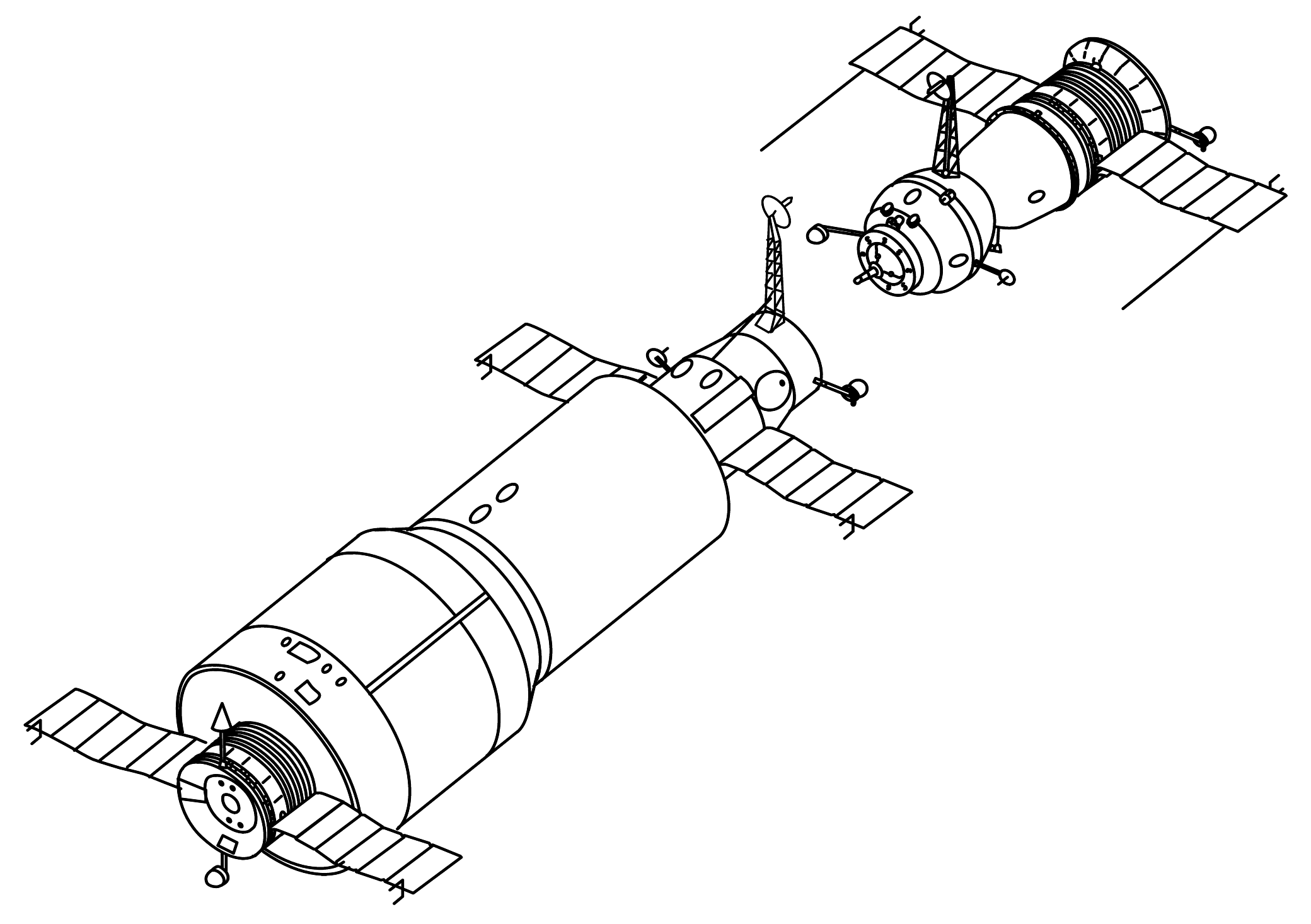
Diagramme de Saliout 1 avec un véhicule Soyouz en approche.

Le vaisseau est lancé le 6 juin 1971  en direction de Saliout 1, la toute première station spatiale, mise en orbite deux mois plus tôt.  L'équipage de Soyouz 10 avait peu après réussi à s’amarrer à la station mais, à la suite d'une défaillance de l'écoutille de leur vaisseau, n'avait pas réussi à y pénétrer.
L’équipage de Soyouz 11 y parvient mais, dès les premiers instants, détecte une odeur de brûlé, qu’ils chassent en laissant le système de ventilation fonctionner un jour durant, alors qu’ils attendent dans leur capsule.
Leur séjour à bord de la station est contrasté : d'une part riche en expériences scientifiques, d'autre part marqué par quelques dysfonctionnements 

### Une moisson d'études scientifiques
Leur séjour à bord de la station est d'autant plus productif que l'équipage s'active sur le mode 3 x 8 : Dobrovolsky déjeune quand Volkov soupe et Patsaïev dîne. Tous trois réalisent un très grand nombre d'expériences. 
Tout d'abord dans le domaine médical :
- l'étude du système cardio-vasculaire (appareil Polynom-2M) ;
- différentes prises de sang (appareil Amak-3) ;
- l'étude de la densité du tissu osseux (appareil Plostnost) ;
- l'étude de la ventilation pulmonaire (appareil Reseda-5) ;
- l'étude de la modification de l'acuité visuelle ;
- la dosimétrie des radiations ;
- l'étude de la microflore.

Des expériences biologiques sont également menées, portant notamment sur :
- la croissance de plantes dans la serre Oasis ;
- l'étude de l'appareil vestibulaire de têtards ;
- les mutations génétiques de mouches ;
- la croissance de l'algue Chlorelle ;
- le développement de graines et de micro-organismes.

Des études astrophysiques sont par ailleurs réalisées, notamment :
- l'observation avec les télescopes Orion-1 (ultra-violets) et Anna-3 (pour les rayons gamma) ;
- l'étude du flux des particules chargées dans la haute atmosphère (avec le télescope à scintillations TEB) ;
- une étude des rayons cosmiques primaires (avec la chambre à émulsions FEK-7) ;
- une étude du flux des micrométéorites (avec les capteurs MMK-1).

Des expériences géophysiques sont menées avec les appareils photographiques AFA-M (format 6 x 7 cm) et KFA-21 (format 13 x 18 cm) et le spectrographe manuel RSS-2.
La composition chimique de l'atmosphère est mesurée par un spectromètre de masse et la résonance atmosphérique dans l'ionosphère est étudiée avec l'appareil ERA.

### Quelques dysfonctionnements
L'équipage opère des retransmissions en direct à la télévision qui donne l'impression que tout va pour le mieux à bord et, fait notable pour l’époque, la Pravda donne régulièrement des nouvelles du déroulement de la mission.
Toutefois, le séjour ne se déroule pas de manière optimale. Onze jours après le décollage, un départ de feu se déclenche sur une installation électrique. Il est maîtrisé par l’équipage mais l’abandon de la station est un instant envisagé.

### Un retour tragique
Le 30 juin, les cosmonautes reviennent sur Terre. 
Après une séparation normale de la capsule d'avec Saliout, c'est au tour du module orbital et du module de service de se séparer de la cabine. Sous l'action de 12 boulons explosifs, une des deux valves qui devaient s'ouvrir à 5 500 m d'altitude s'ouvre, alors que la cabine est encore dans l'espace. En dix secondes, la pression dans la capsule tombe de 776 à 7 mmHg et l'équipage sombre dans le coma. En 55 secondes, la capsule est vidée de tout son air et les trois hommes meurent d'hypoxie en 5 à 7 secondes.  
Après que la cabine a touché le sol, l’équipe de récupération ouvre l'écoutille, en extrait les cosmonautes et tente en vain de les réanimer.

## Suites du vol
Une enquête est menée pour déterminer les causes de l'accident et, fait exceptionnel à l'époque, elles sont rapidement révélées à l'Ouest. Elles sont en effet communiquées en décembre 1972 aux Américains, au moment où ceux-ci clôturent le programme Apollo et, surtout, quand les deux superpuissances décident de mener conjointement une mission dans l'espace.
Il apparaît qu'au moment de la séparation entre le module orbital et le module de descente, les boulons pyrotechniques se sont déclenchés tous en même temps au lieu d'exploser les uns à la suite des autres. La violence de la déflagration a descellé deux valves utilisées pour égaliser la pression avec l'extérieur à faible altitude lorsque la pression atmosphérique est redevenue presque normale. L’équipage a été tué par asphyxie, alors que l’atmosphère de la cabine s’échappait dans l’espace,.
Prévues pour l’équilibrage des pressions atmosphériques quelques instants avant l’atterrissage, ces valves ne mesuraient qu’un millimètre de diamètre et étaient situées sous les sièges des cosmonautes. Il a été calculé que l’air de la cabine a dû s’échapper en une trentaine de secondes, à une altitude de 168 km. Les cosmonautes portaient une combinaison qui les protégeait du froid mais pas de la dépressurisation. Pendant ces moments cruciaux, Patsaïev s'est rendu compte du problème et s'est détaché de son siège pour essayer de refermer la valve ou l’obstruer, mais sans succès : il lui aurait fallu disposer d’une minute pour refermer manuellement la valve, que l’on retrouva à demi fermée. Dobrovolski et Volkov, sanglés dans l’étroit espace de la capsule, n’avaient aucune chance d'aider leur compagnon.

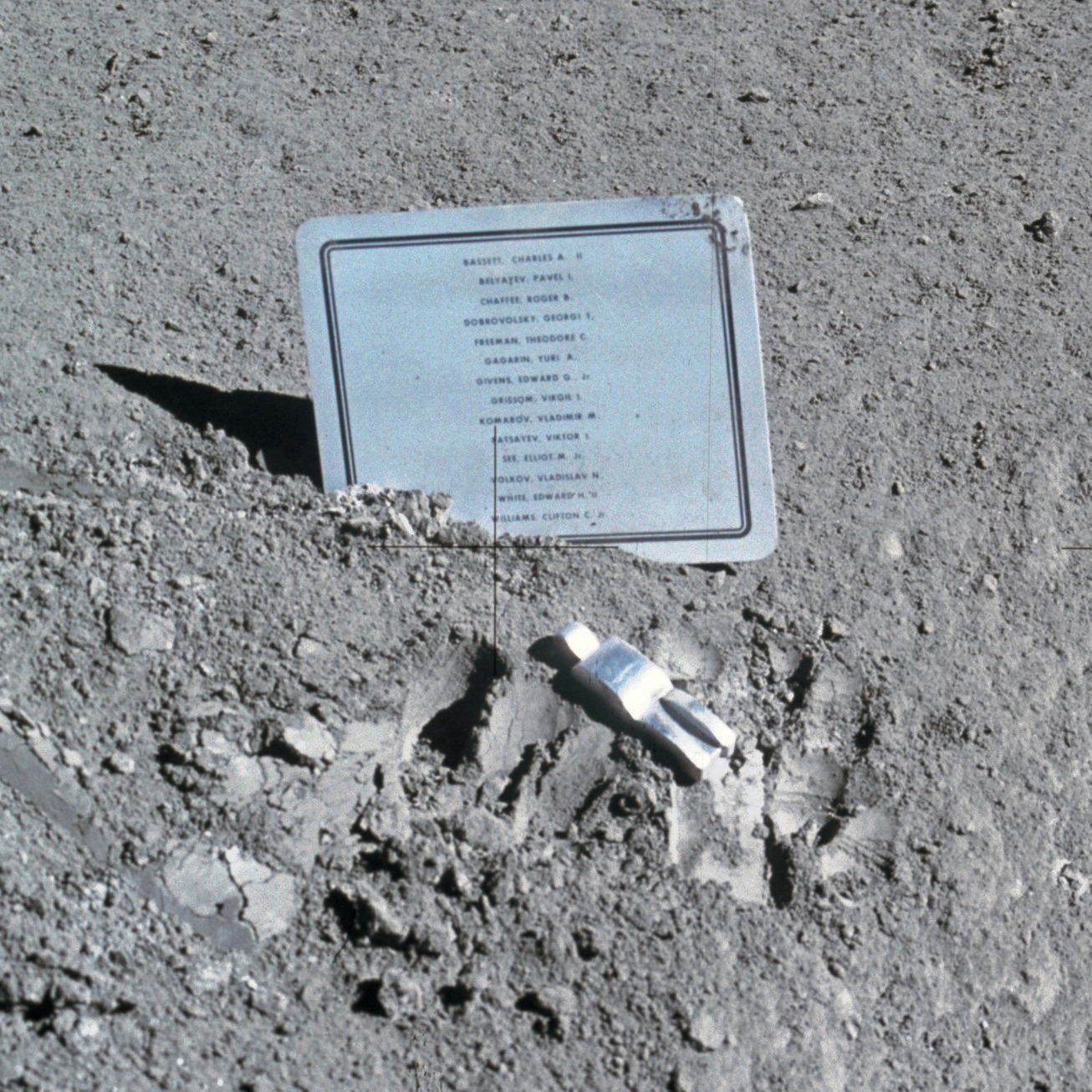
Fallen Astronaut, la plaque commémorative laissée sur le sol lunaire le 2 août 1971 par le commandant d'Apollo 15, où figurent, parmi d'autres, les noms des occupants de Soyouz 11.

Privés d’air pendant les 15 minutes qu'a duré la descente, celle-ci leur a été fatale : quand l’équipe de récupération les a découverts et qu'elle a procédé aux techniques de respiration artificielle, comme en témoignent les documents vidéo de l’époque, cela a été en vain.
Les victimes ont eu des funérailles nationales, auxquelles a participé leur collègue américain Thomas Stafford. Tous trois sont inhumés dans les murs du Kremlin, sur la place Rouge à Moscou. 
Par la suite, la capsule Soyouz a été entièrement redessinée et depuis, tous les cosmonautes revêtent une combinaison pressurisée lors du décollage et de l’atterrissage. Compte tenu de ce changement, le nombre de sièges a été réduit à deux pendant une dizaine d'années, avant de revenir à trois en novembre 1980 avec une nouvelle version du Soyouz, le Soyouz-T.

## Hommages
Les astéroïdes numérotés 1789, 1790 et 1791 ont été baptisés en hommage aux trois cosmonautes.
Leurs noms ont été donnés à trois cratères sur la Lune et ils y ont également été mentionnés à peine un mois plus tard sur Fallen Astronaut, une petite plaque commémorative laissée par leurs collègues d'Apollo 15.